# Legion (film)
Legion är en amerikansk långfilm från 2010 i regi av Scott Charles Stewart, med Paul Bettany, Lucas Black, Tyrese Gibson och Adrianne Palicki i rollerna.

## Handling
Gud har förlorat sin tro på mänskligheten och bestämmer sig för att förgöra den. Den enda som kan stoppa detta är ängeln Michael (Paul Bettany).

## Rollista
| Paul Bettany      | – Michael         |
| Lucas Black       | – Jeep Hanson     |
| Tyrese Gibson     | – Kyle Williams   |
| Adrianne Palicki  | – Charlie         |
| Charles S. Dutton | – Percy Walker    |
| Jon Tenney        | – Howard Anderson |
| Kevin Durand      | – Gabriel         |
| Willa Holland     | – Audrey Anderson |
| Kate Walsh        | – Sandra Anderson |
| Dennis Quaid      | – Bob Hanson      |
| Jeanette Miller   | – Gladys Foster   |
| Josh Stamberg     | – Burton          |
| Yancey Arias      | – Estevez         |